# つくばわんわんランド
つくばわんわんランド（英語: TSUKUBA WANWAN LAND）は、茨城県つくば市にあるイヌのテーマパーク。株式会社サンスイコーポレーションによって運営されている。
犬の形をした木造展望台の「モッくん」がシンボルとなっている。

## 概要
グレートデーン、ボルゾイのような大型犬からシーズー、ミニチュア・ピンシャーのような小型犬まで90犬種約1000頭を飼育する。これらのイヌは「わんわん展示館」で公開するほか、「わんわんパーク」で直接触れ合ったり、「わんわんレンタル（20分1,000円）」で気に入ったイヌを借りて園内を散歩したりすることができる。園内には動物病院を併設しており、イヌの体調管理に注意が払われている。また隣接して学校法人つくば文化学園が運営する「つくば国際ペット専門学校」があり、同校の実習施設としても利用されている。
かつてはイヌたちが玉乗りなどの芸を披露する「大サーカス」が最大の呼び物であった。サーカスは期間限定で不定期に復活することがあり、大型犬の競走やイヌのパフォーマンスなどのイヌのショーは継続開催している。また大型犬がゴールキーパーとなり、来園者がシュートを狙う「わんちゃんとPK対決」を実施しており、子供の利用が多い。
自ら飼育するイヌを連れて入園することもでき、ドッグランが用意されているほか、愛犬参加型のイベントが行われることもある。シンボルの展望台「モッくん」は、高さが11mあり、世界最大級である。柴犬をイメージした「モッくん」からは筑波山を眺めることができ、特に秋は紅葉が楽しめる。このほかステージや売店、ミニ遊園地、軽食コーナーを有する。イヌのテーマパークであるが、ネコと触れ合える「ねこハウス」（40猫種70頭）も設置している。

### 運営主体
運営主体のサンスイコーポレーションは茨城県つくば市東新井に本社を置く企業で、料亭「山水亭」、つくば国際ペット専門学校なども経営している。一時は日本全国でイヌのテーマパークを展開するに至り、有馬わんわんランドはフランチャイズ契約により、びわ湖わんわん王国や九州わんわん王国は伊藤忠商事と共同出資により運営に参画した。有馬・びわ湖・九州の3園はすべて閉園しており、2005年（平成17年）にびわ湖わんわん王国が閉園した際は同園の約300匹のイヌをつくばわんわんランドで引き取った。

## 歴史

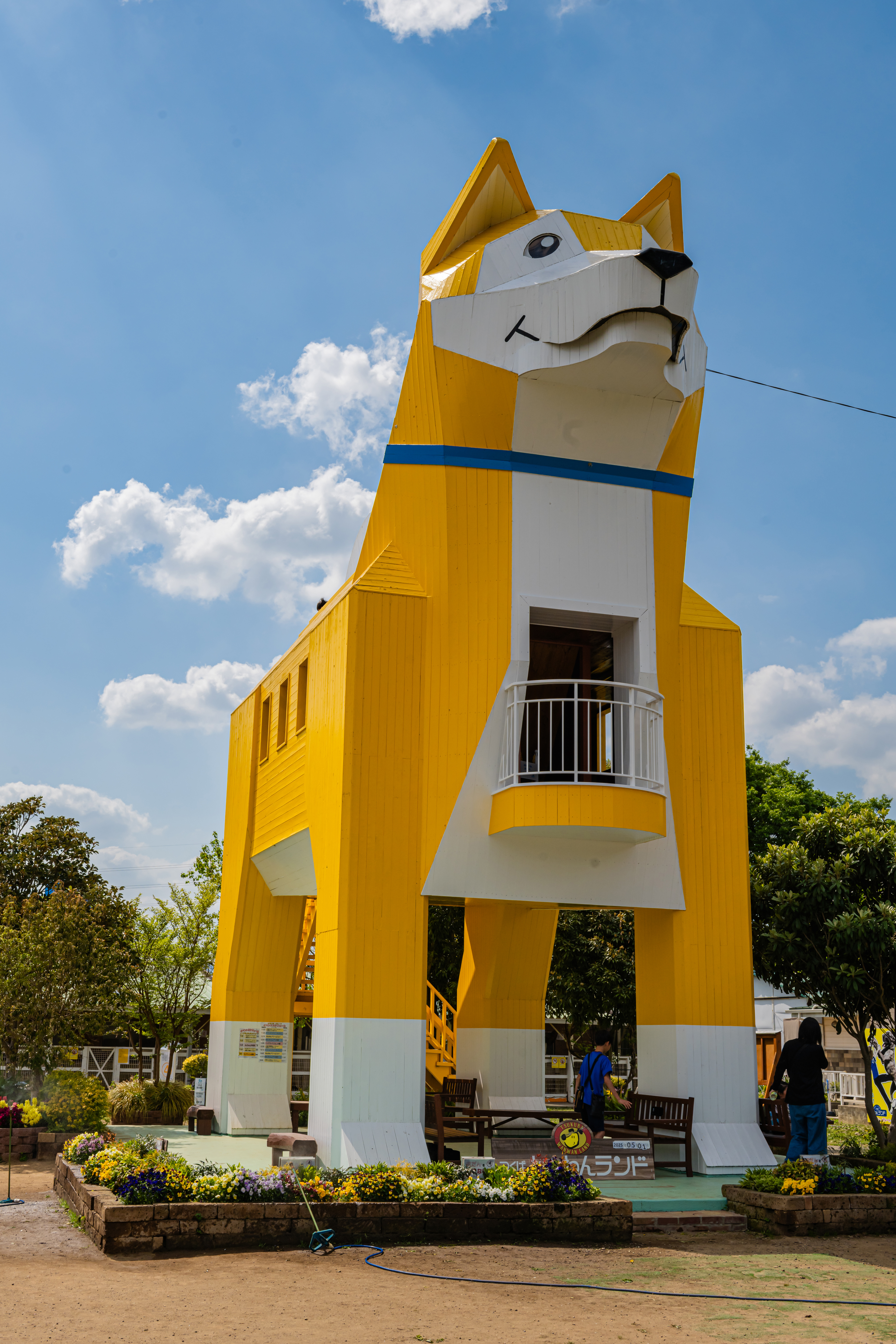
木造犬もっくん5代目

- 1996年（平成8年）4月27日：サンスイコーポレーションが運営していたテニスクラブの跡地16,000m2を利用して「つくばわんわん動物園」として開園[1]。社長が犬好きであったこと、開園当時の日本ではペットブームが起きていたことが開園の契機となった[1]。愛知県で同様の施設を運営していたペットショップからノウハウとイヌを購入し、チャイニーズ・クレステッド・ドッグなど世界のイヌ70種約200匹を飼育[1]。初年度は30万人の来園者があった[12]。
- 1997年（平成9年）：わんわん動物園の付属校として「つくば国際ペット総合学院」（後につくば国際ペット専門学校へ改名）を開設[15]。
- 1998年（平成10年）4月：アミューズメント施設にふさわしい名称への変更を企図して「つくばわんわんランド」へ改称[16]。

当初は遊休地対策として始めた事業であったため、サンスイコーポレーションはいつ撤退するかを検討していたが、2001年に日本経済新聞の取材に対し「最近になってようやく行けるところまで行ってみようという気持ちになった」とコメントしている。
- 2006年（平成18年）：開園10周年を迎え、同年が戌年だったことにちなみ、筑波山神社の協力で鳥居を設置したり、子供とイヌの綱引きを実施[17]。この頃には年間来園者数が10万人に落ち込んでいた[2]が、2010年代後半には15万人に増加している[3]。
- 2018年（平成30年）：再び戌年を迎えたことから、わんわん神社が設置された[3]。
- 2019年（令和元年）10月12日：台風19号の被害により休園。（19日まで）
- 2020年（令和2年）4月22日：新型コロナウイルス感染拡大防止の休業要請を受けて休園。（5月17日まで）
  - 6月12日：もっくんマスク着用。
  - 9月5日：大型犬展示館公開。
- 2021年（令和3年）4月15日：開園25周年を迎えることから、もっくんに開園25周年記念プレート装着。
- 2024年（令和6年）
  - 4月1日：入園料改定。新設する形で、ねこハウスをリニューアル・公開開始。
  - 12月13日：犬モニュメントもっくんリニューアル（5代目、高さ11メートル）[18]。
- 2025年（令和7年）
  - 4月26日：お土産ショップ新設、営業開始。

## 交通
自家用車利用の場合、常磐自動車道土浦北ICから国道125号経由で約25分、首都圏中央連絡自動車道（圏央道）つくば中央ICから国道408号経由で約30分。特に圏央道開通後は、沿線の埼玉県や千葉県からの来園者が増加傾向にあるという。つくばセンターからは国道408号経由で約25分。無料駐車場が1,100台分用意され、ゆとりがあるが、行楽時期は周辺道路が渋滞する。
公共交通機関利用の場合、関東鉄道バス「つくばわんわんランド入口」下車、徒歩2分。またはつくば市コミュニティバスつくバス北部シャトル「沼田南」下車すぐ。

## ギャラリー

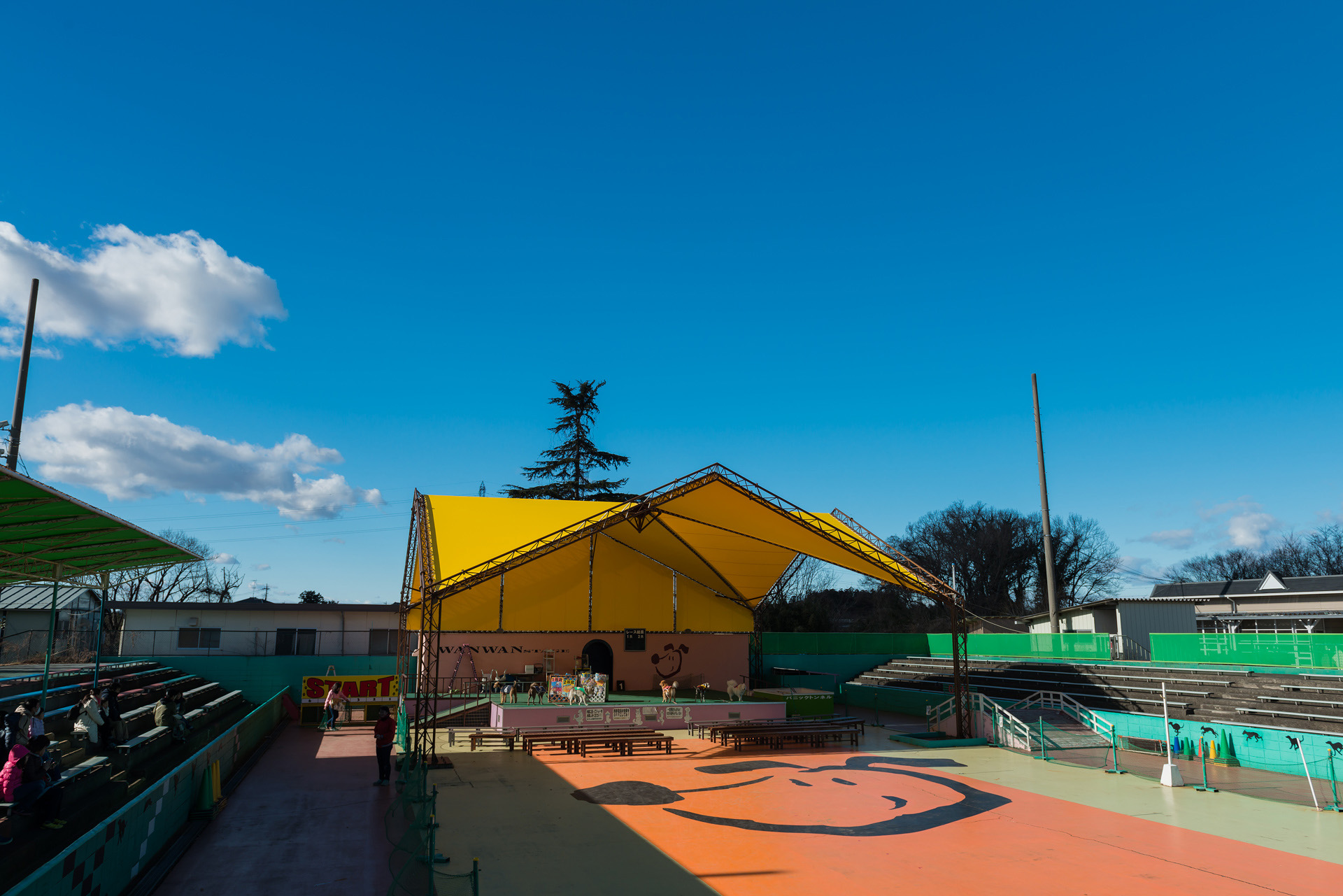
わんわんワールド（わんわんステージ）
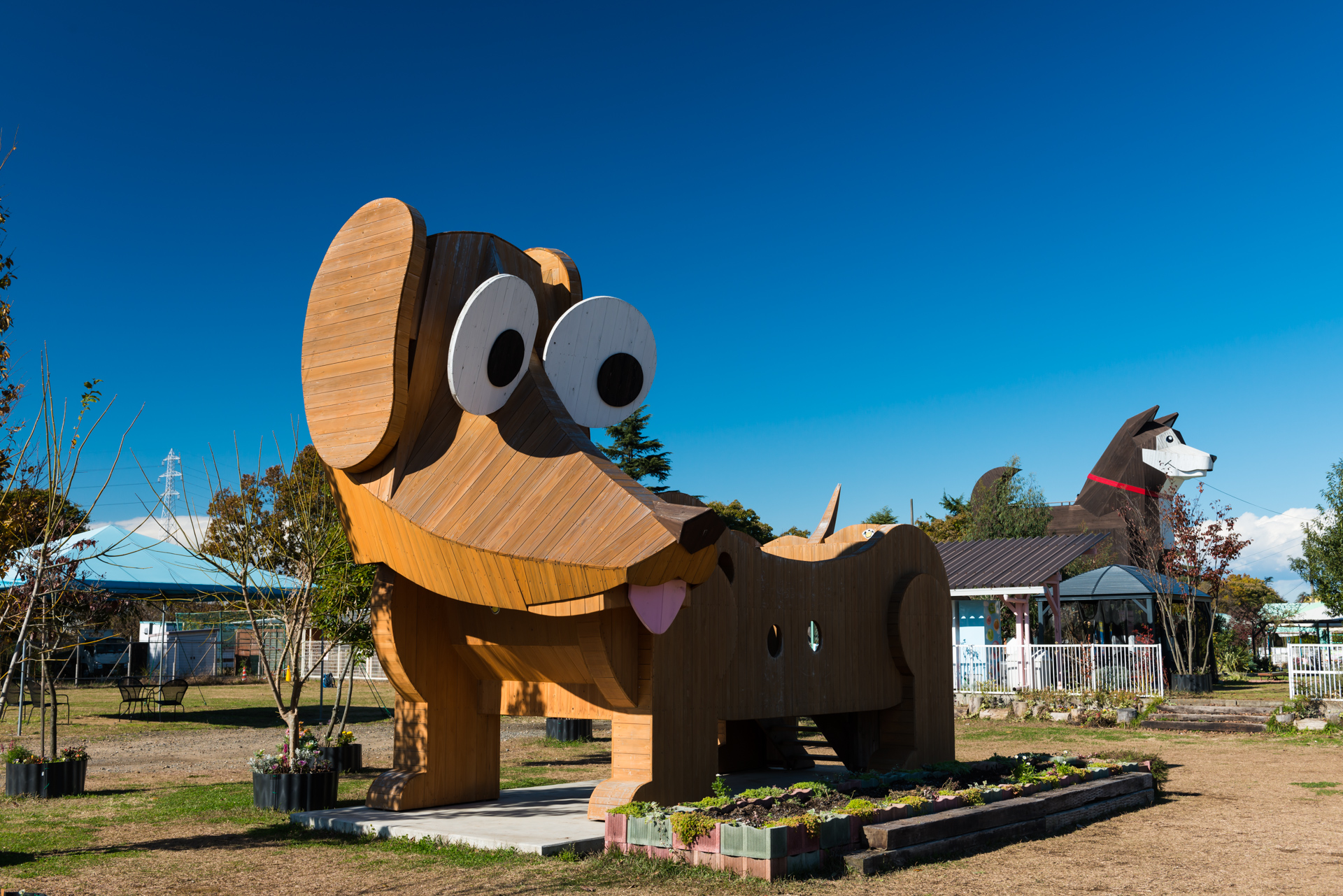
木造犬だっくん
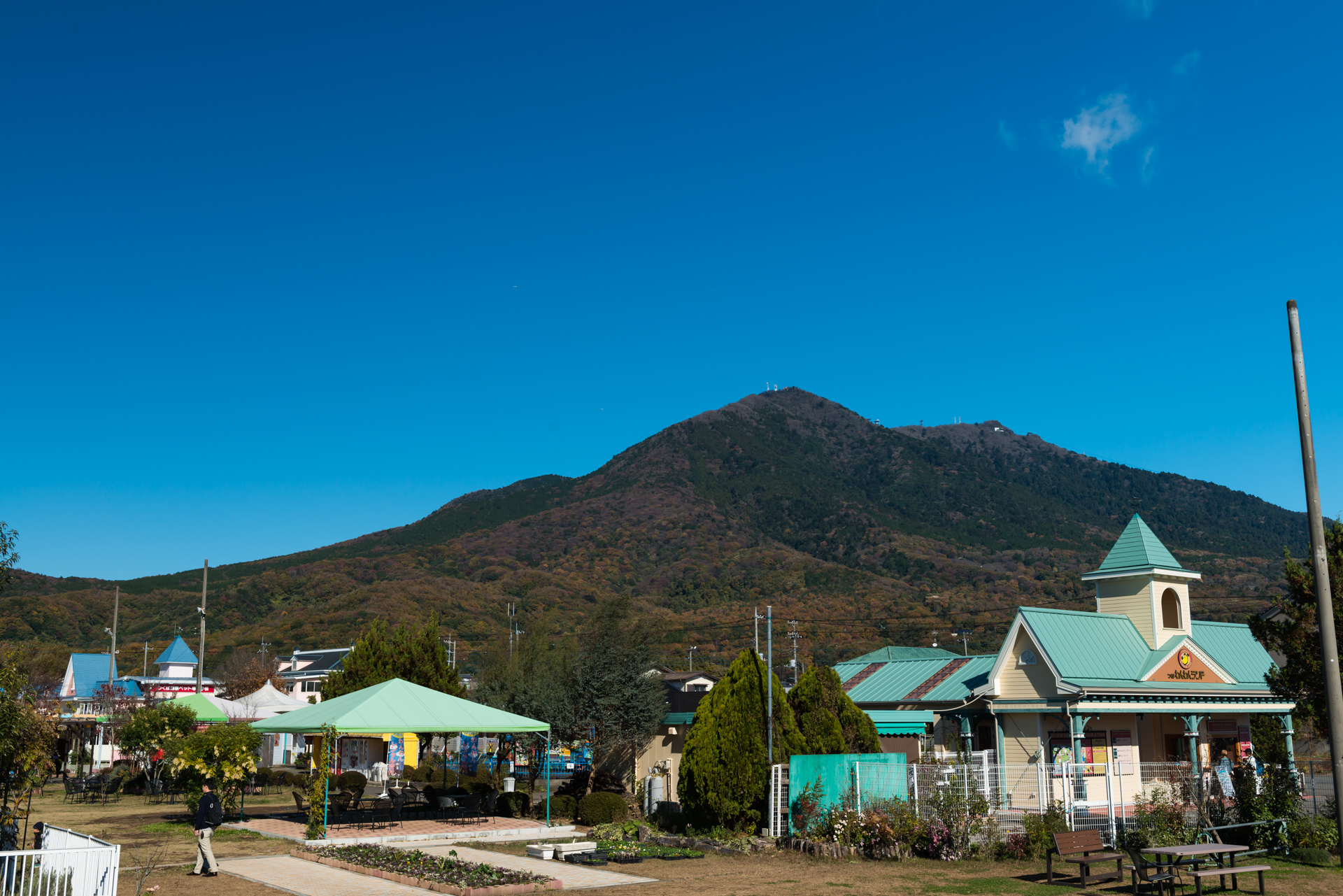
園内から筑波山を望む
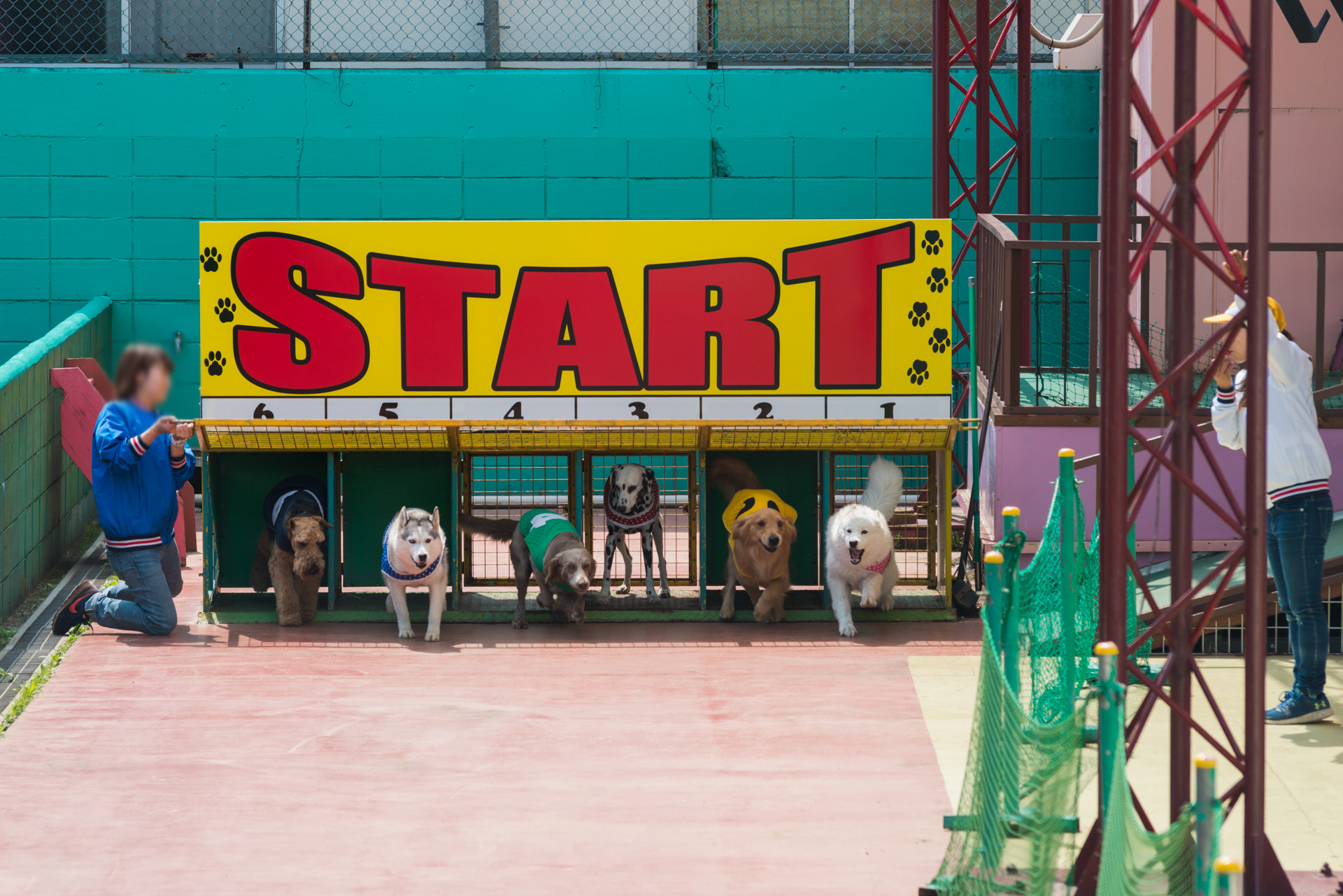
大型犬レース
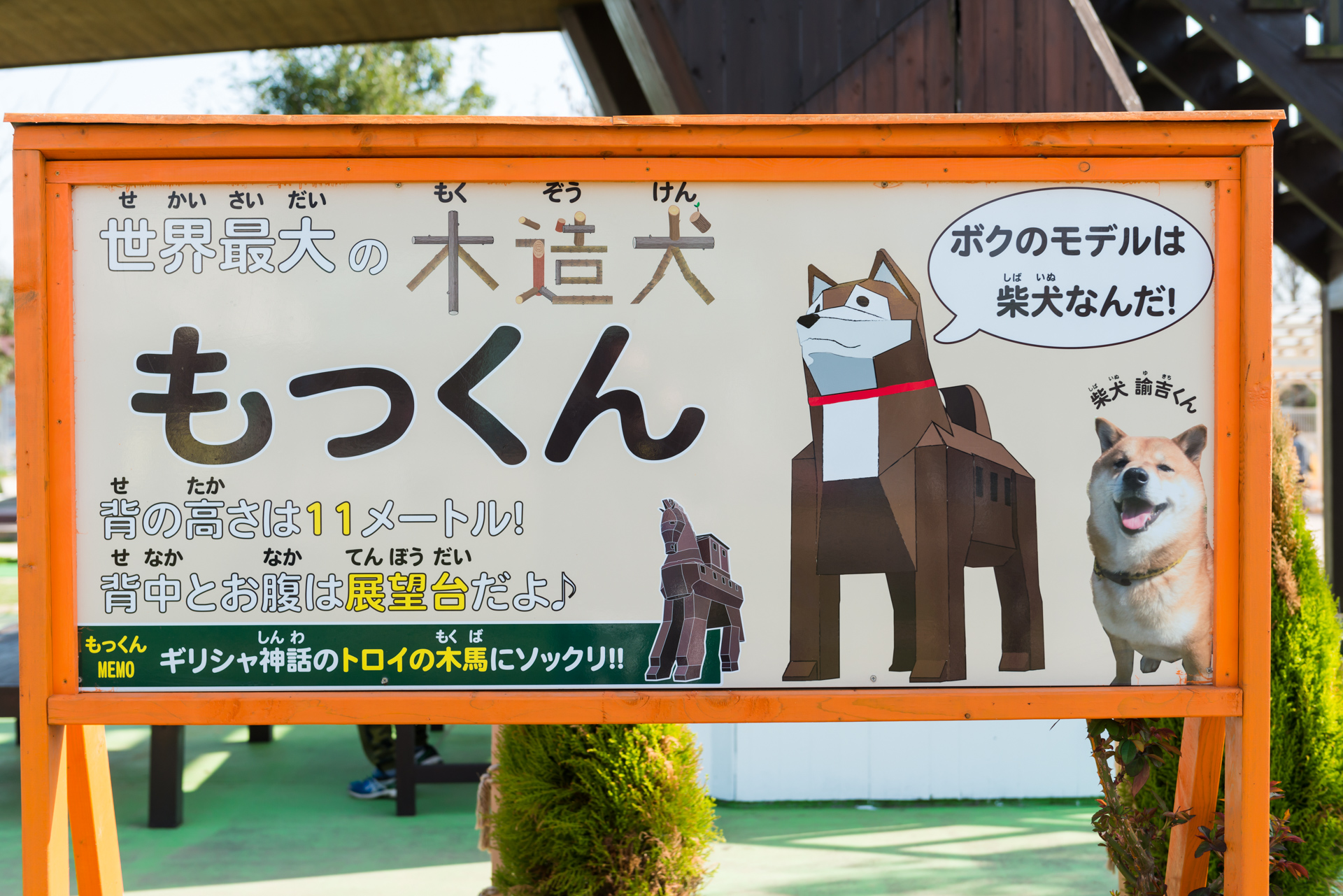
木造犬もっくんの説明パネル
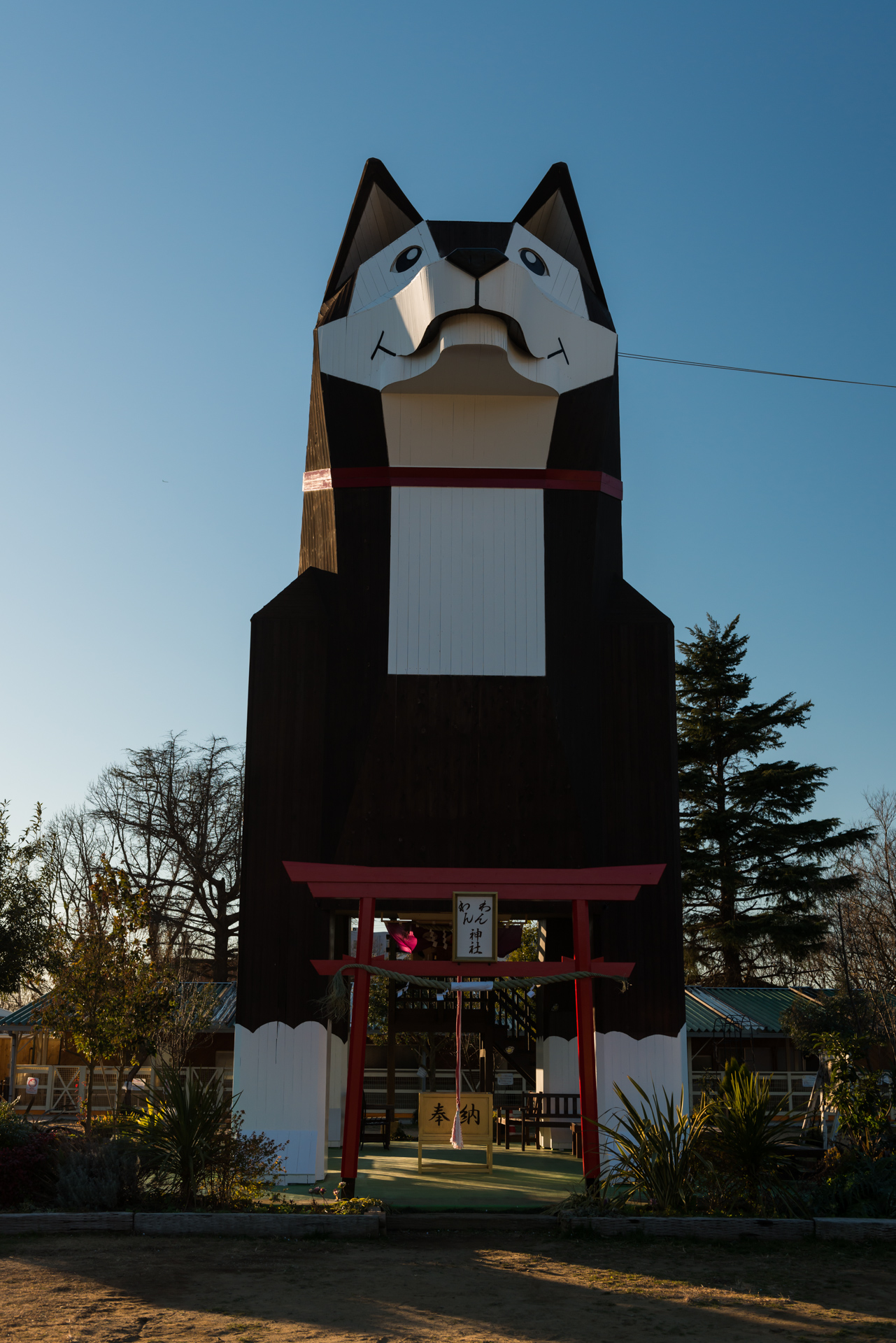
木造犬もっくんとわんわん神社（2017年末に設置）
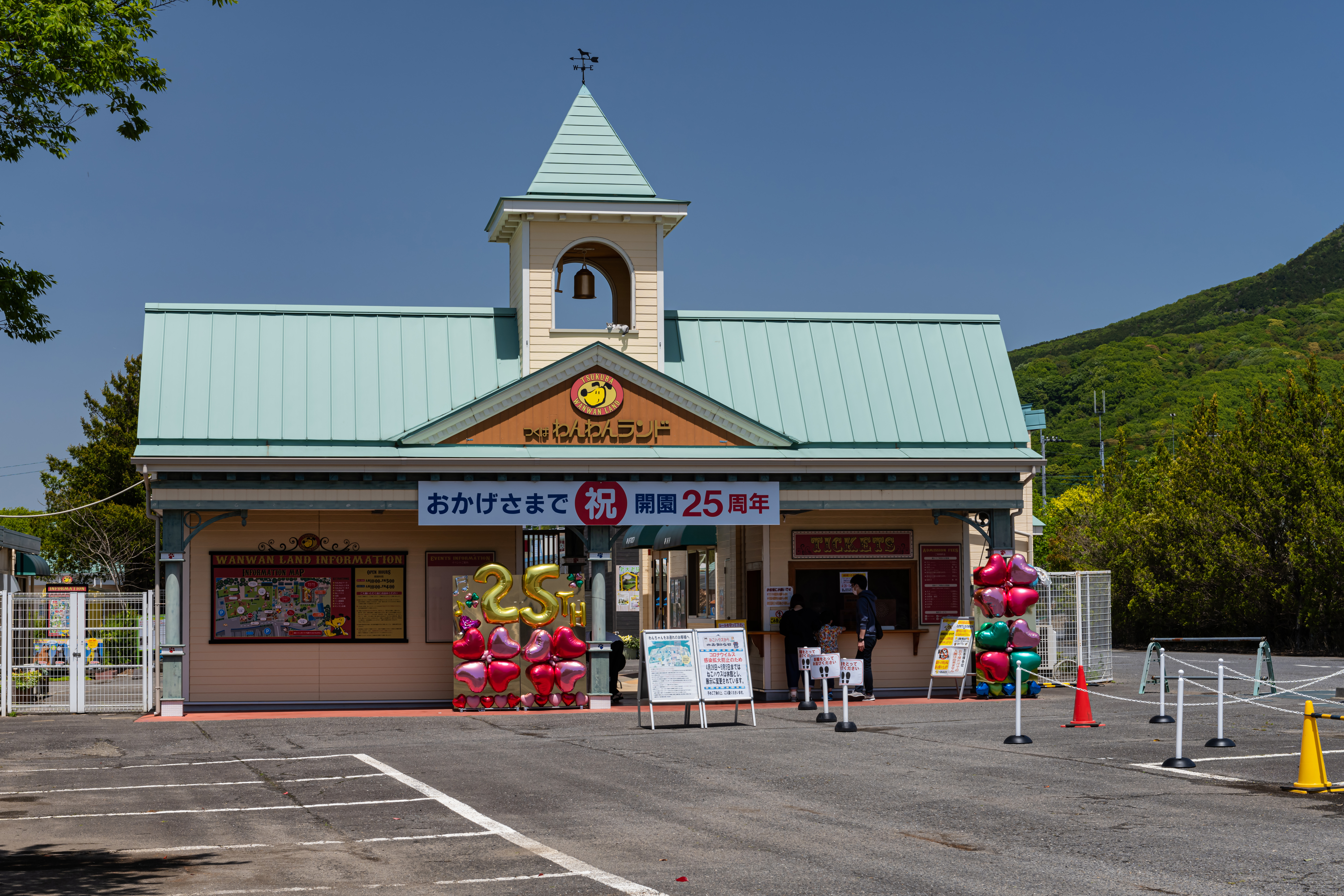
つくばわんわんランド（エントランス） 25周年記念